# 凯沙
凯沙（法語：Caychax）是法国阿列日省的一个市镇，属于富瓦区（Foix）莱斯卡巴内县（Les Cabannes）。该市镇2009年时的人口为14人。

## 人口
凯沙人口变化图示
| 数据来源：INSEE |